# 瓜生中
瓜生 中（うりゅう なか、1954年（昭和29年）5月17日 - ）は、日本の歴史家、宗教学者。東京都目黒区生まれ。早稲田大学文学部卒業。専攻は東洋哲学（インド哲学）。文学修士。

## 経歴
1954年5月17日、東京都生まれ。1977年、早稲田大学第一文学部入学。1981年、早稲田大学第一文学部東洋哲学科卒業、早稲田大学文学部文学研究科入学。1984年、早稲田大学文学部文学研究科修士課程修了（専攻・インド哲学）。

## 著作
- よくわかる浄土宗 重要経典付き （角川ソフィア文庫）
- よくわかる日蓮宗 重要経典付き （角川ソフィア文庫）
- よくわかる真言宗 重要経典付き （角川ソフィア文庫）
- よくわかる曹洞宗 重要経典付き （角川ソフィア文庫）
- よくわかる浄土真宗 重要経典付き （角川文庫 角川ソフィア文庫）
- 一冊でまるごとわかる日本の13大仏教 （だいわ文庫）
- よくわかるお経読本 大活字版（角川書店）
- よくわかるお経読本 （角川文庫）
- 知識ゼロからのお経入門（幻冬舎）
- 仏教を楽しむためのお経の学校（佼成出版社）
- やさしい般若心経 人生を開く二六二字の真理 （PHP文庫）
- 般若心経の世界 「大いなる智慧の完成の真髄」を探究する！ （知の探究シリーズ）
- 知っておきたい般若心経 （角川文庫 角川ソフィア文庫）
- なぞりがき名仏像50 心の写仏（さくら舎）
- 知識ゼロからのお寺と仏像入門（幻冬舎）
- 仏像はここを見る 鑑賞なるほど基礎知識 （祥伝社新書）
- 知っておきたい仏像の見方 （角川文庫 角川ソフィア文庫）
- 知識ゼロからの仏像鑑賞入門（幻冬舎）
- 仏像がわかる絵事典 成り立ちから鑑賞のコツまで 修学旅行にも使える！（PHP研究所）
- 一度は見ておきたい仏像100選全図像 （静山社文庫）
- はじめての仏像鑑賞入門 （ベスト新書）
- 「お寺と仏像」おもしろ小事典 仏教の基本知識から拝観・鑑賞のポイントまで（PHP研究所）
- 仏像のふしぎ（白夜書房）
- 仏像 仏像鑑賞が10倍楽しくなる！ （雑学3分間ビジュアル図解シリーズ）
- 仏像鑑賞ハンドブック 種類・見分け方・拝観完全ガイド（PHP研究所）
- 仏像がよくわかる本 種類、見分け方完全ガイド （PHP文庫）
- 必ず役立つ仏教ドリル 葬式、仏事、年中行事、参拝のことがよくわかる （NHK出版 なるほど！の本）
- ブッダなら、僕らの悩みにどう答えるか（旬報社）
- 知っておきたい日本の名僧 （角川文庫 角川ソフィア文庫）
- なるほど知るほどハッ！とする仏教（佼成出版社）
- 仏教入門 インドから日本まで（大法輪閣）
- 日本の寺院を知る事典 これだけは知っておきたい古刹・名刹の歴史と仏たち（日本文芸社）
- ブッダの言葉 生き方が変わる101のヒント （角川文庫 角川ソフィア文庫）
- あなたを守る菩薩と如来と明王がわかる本（PHP研究所）
- 古寺社巡りの愉しみ 歴史と建物の鑑賞ハンドブック （ベスト新書）
- 「生死」と仏教 名僧の生涯に学ぶ「生きる意味」（佼成出版社）
- まんが大乗仏教（中国編）（佼成出版社）
- まんが大乗仏教（インド編・西域編）（佼成出版社）
- よくわかる祝詞読本 大活字版（角川書店）
- よくわかる祝詞読本 （角川ソフィア文庫）
- 知っておきたい日本の神話 （角川ソフィア文庫）
- 日本神道のすべて 「日本を日本たらしめるドグマなき宗教」を探究する！ （知の探究シリーズ）（日本文芸社）
- 日本の神々のナゾ （大雑学）（毎日新聞社）
- 古代史再検証『万葉集』とは何か 日本最古の歌集に隠された暴乱政治の真実 （別冊宝島）
- 知っておきたいわが家の宗教 （角川ソフィア文庫）
- 知っておきたい日本人のアイデンティティ（角川文庫 角川ソフィア文庫）
- 『古事記』と『日本書紀』神話の謎 日本最古の歴史書を比較して読み解く （別冊宝島）
- 知識ゼロからの富士山入門（幻冬舎）
- 神仏の御利益をいただく本 なるほどナットク（学習研究社）
- 日本宗教のすべて 「混淆し習合する神と仏と人」を探究する！ （知の探究シリーズ）（日本文芸社）
- 時代を騒がせたカルト教団の日本史 歴史の隙間に噴出する宗教の狂乱を探る！ （Rakuda books）
- 古建築の見方・楽しみ方 これで神社や仏閣の意味がよくわかる（PHP研究所）
- 呪術と占いの日本史 歴史を動かし庶民が信じた知られざる“闇の系譜” （Ｒａｋｕｄａ ｂｏｏｋｓ）
- 呪術・占いのすべて 「歴史に伏流する闇の系譜」を探究する！ （知の探究シリーズ）
- 死んだら何処へ行くのか 生まれ変わりの神秘をさぐる （PHP文庫）